# Guerre hispano-sud-américaine
Pour les articles homonymes, voir Guerre du Pacifique (homonymie).
Ne doit pas être confondu avec Guerre hispano-américaine.
Batailles
m
- Tomé
- Papudo
- Chiloé (1re)
- Abtao
- Chiloé (2e)
- Paquete del Maule
- Valparaíso
- Callao
- Tornado

La guerre hispano-sud-américaine, parfois également « guerre du guano », oppose l’Espagne aux républiques du Chili, du Pérou et, dans une moindre mesure, à la Bolivie et à l’Équateur. Le conflit commence en 1864 par l’occupation par l’Espagne des îles Chincha et prend fin avec le traité de paix signé à Lima, le 12 juin 1883. Cette guerre est connue comme la guerre contre l’Espagne au Chili et au Pérou, et en Espagne comme la guerre du Pacifique ou plutôt première guerre du Pacifique, le terme « guerre du Pacifique » se référant également au conflit qui opposa le Chili au Pérou et à la Bolivie entre 1879 et 1883.

## Origines
Ce conflit a pour origine la guerre d’indépendance du Pérou, qui se déroule de 1820 à 1824 et se termina par la bataille d’Ayacucho le 9 décembre 1824 et la capitulation d’Ayacucho.

### Dettes péruviennes envers la «mère patrie»
Dans le texte de la capitulation, le Pérou reconnaît certaines dettes envers l’Espagne mais refuse ensuite à les honorer tant que l’Espagne ne reconnaît pas son indépendance. En 1864, l’Espagne, qui n’a toujours pas reconnu l’indépendance du Pérou, entendait les récupérer, sous la pression des détenteurs de titres espagnols et péruviens résidant en Europe.

### Situation politique au Pérou et en Espagne
En octobre 1862, le maréchal Ramón Castilla Marquezado termine son mandat de président de la République du Pérou. Après les élections, le général Miguel de San Román accède à la présidence mais meurt le 3 mars 1863, avant la fin de son mandat. Le maréchal Castilla, puis le général Pedro Diez Canseco, assurent successivement l’intérim. Toutefois, en vertu de la constitution péruvienne, le général Juan Antonio Pezet, en tant que vice-président, prend la tête de l’État le 5 août 1863 à son retour de Paris.
En Espagne, l’Unión liberal est au pouvoir sous le règne d’Isabelle II. Le gouvernement, présidé par le général Leopoldo O'Donnell, est soucieux de poursuivre la politique expansionniste entamée lors de la décennie précédente et décide donc d’envoyer une expédition maritime dans l’Océan Pacifique. L’Espagne est alors la quatrième puissance navale dans le monde.

### Expédition maritime espagnole dans le Pacifique
L’expédition a notamment pour objectif inavoué de négocier avec le gouvernement péruvien pour régler les comptes encore en suspens de l’époque coloniale. En fin mai 1862, on décide d’adjoindre à l’expédition une mission scientifique, Comisión Científica del Pacífico, composée de trois zoologues, d’un géologue, d’un botaniste et d’un anthropologue, accompagnés d’un taxidermiste et d’un dessinateur-photographe.
L’expédition part de Cadix le 10 août 1862 et est formée par les navires de la marine espagnole Resolución (es), Triunfo (es), Vencedora (es) et Covadonga (es), sous le commandement du contre-amiral Luis Hernández Pinzón (es).
L’escadre espagnole arrive au port chilien de Valparaíso le 18 avril 1863. L’Espagne a reconnu l'indépendance du Chili dans les années 1840, et les deux pays ont des relations diplomatiques. L’expédition est bien reçue par les autorités locales, quitte le Chili en juillet en direction du nord et arrive au port de Callao, au Pérou, le 10 juillet 1863. Bien qu’il n’y ait pas de relations diplomatiques entre les deux pays, le général Juan Antonio Pezet autorise son entrée dans le port. Les Espagnols sont bien accueillis et font des démarches pour obtenir le paiement de la dette de l’indépendance.

### Incident de Talambo
Alors que l’escadre espagnole est partie de Callao depuis le 27 juillet, la veille de l’anniversaire de l’indépendance du Pérou, à destination de San Francisco, on apprend qu’un incident avait éclaté le 4 août dans l’hacienda de Talambo, entre Trujillo et Chiclayo, dans le nord du Pérou. Un affrontement entre des paysans et le propriétaire de l’hacienda s’est soldé par la mort d’un colon espagnol. L’incident sert de prétexte aux Espagnols de l’expédition pour revenir à Callao le 13 novembre. Les Espagnols protestent auprès du gouvernement péruvien et exigent des excuses et des réparations. Pour le Pérou, il ne s’agit que d’une affaire privée, qui est du ressort de la justice péruvienne.

## Début des hostilités

### Prise des îles Chincha

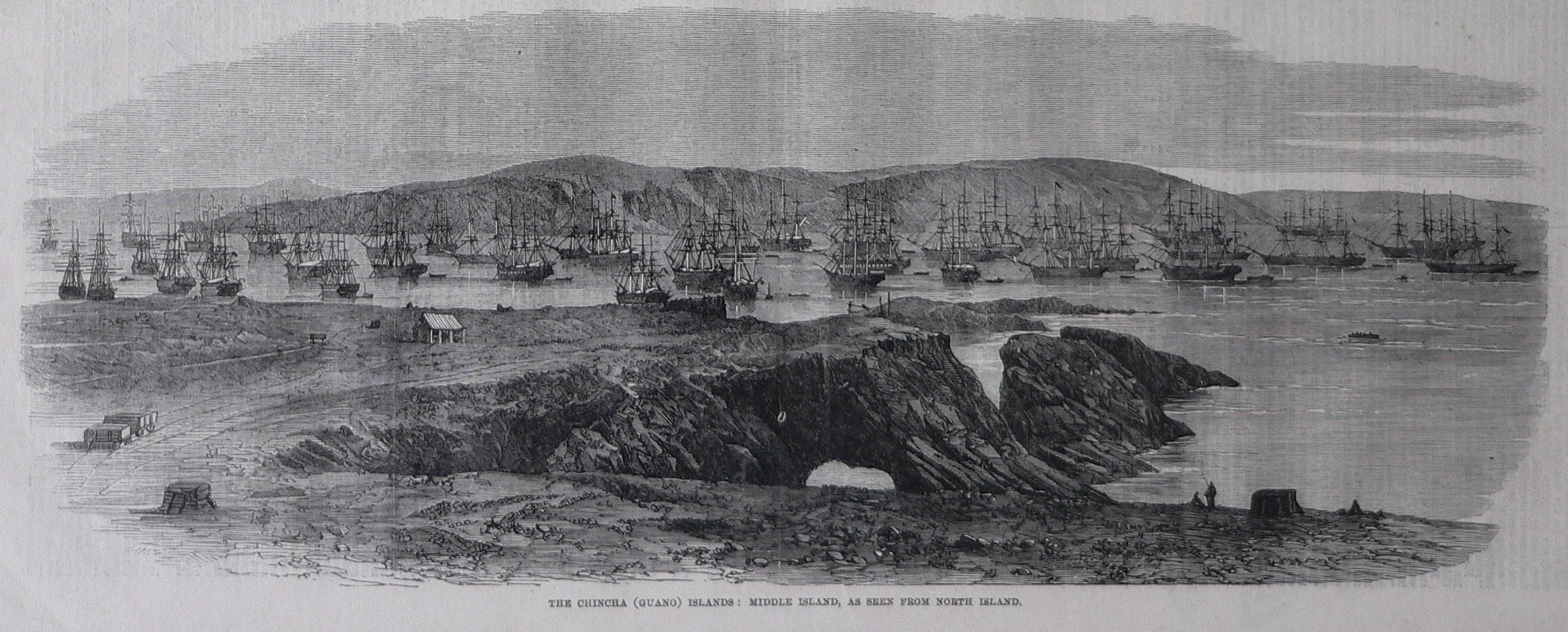
Les îles productrices de guano à Chincha, Pérou. 21 février 1863.

Afin qu’une intervention militaire dans une ancienne colonie ne soit pas perçue internationalement de manière négative, l’Espagne envoie d’abord au Pérou Eusebio Salazar y Mazarredo (es) avec le titre de « commissaire spécial et extraordinaire de la reine », qui a été attribué au temps des colonies aux inspecteurs qui les visitent. Salazar est chargé aussi d’exiger le paiement des dettes péruviennes datant de l’indépendance. Il arrive avec son escadre à Callao le 18 mars 1864 et demande à être reçu par la chancellerie.
Pour le gouvernement péruvien, c’est une provocation délibérée de l’Espagne : il ne reconnaît pas le titre du « commissaire » et la mission qui lui était confiée. Salazar n’est reçu nulle part à titre officiel.
Le nombre de soldats espagnols est insuffisant pour prendre Callao, et l’escadre espagnole sort donc de cette rade, fait route au sud vers les îles Chincha et s’en empare. Le drapeau péruvien est amené et le drapeau espagnol fut hissé le 14 avril 1864. Les Péruviens et les Pascuans, qui extraient le guano sur l’île, sont expulsés vers le continent. Les îles Chincha constituent une ressource financière très importante pour le gouvernement péruvien à cause du gisement de guano et est donc une monnaie d’échange valable pour les Espagnols.
L’escadre espagnole soumet également au blocus maritime les principaux ports péruviens, ce qui a pour effet de désorganiser le commerce et suscite la désapprobation dans toute l’Amérique latine. Les Espagnols attendent peu de résistance de la part du Pérou, dont ils jugent négligeable la valeur militaire. Pendant le blocus, les Espagnols perdent le Triunfo, qui est détruit par un incendie accidentel.

### Réaction du président du Pérou
Hésitant, le général Juan Antonio Pezet entre en négociations avec les Espagnols. Les journaux de l’époque le comparent à un nouvel Atahualpa, critiquant sa faiblesse. Il est toutefois vrai que Pezet sait que le Pérou ne dispose pas d’une bonne marine de guerre, la Marine péruvienne ayant seulement la frégate Amazonas (es) et des goélettes Tumbes (es) et Loa (es). L’escadre espagnole lui paraît donc invincible.
Il veut gagner du temps et s’empresse d’envoyer le colonel Francisco Bolognesi Cervantes en Europe pour faire l’acquisition de navires et autres matériels de guerre. Le Pérou prend commande des navires Huáscar, Independencia, Unión et América construits aux États-Unis ou en Grande-Bretagne. Les deux derniers navires parviennent à l’heure sur le théâtre des opérations, mais les deux premiers n’arrivent qu'après la fin du conflit.
Le nouveau premier ministre espagnol, Ramón María Narváez, n’est pas d’accord avec les prises de décision unilatérales de l’amiral Pinzón sur le terrain et le fait remplacer par le vice-amiral José Manuel Pareja (es), ancien ministre de la Marine. Ce dernier est né au Pérou, et son père a participé aux combats lors de la guerre d’indépendance du Chili. Très vite, cependant, Narváez changea d’opinion et envoie quatre autres navires de guerre en renfort pour la flotte du Pacifique : le Blanca (es), le Berenguela (es), le Villa de Madrid (es) et la frégate cuirassée Numancia.
L’amiral Pareja arrive au Pérou en décembre 1864 et entame immédiatement des négociations diplomatiques avec le général Manuel Ignacio de Vivanco, représentant spécial du président du Pérou.

### Traité Vivanco-Pareja
Les négociations entamées par Pezet et Vivanco échouent devant les exigences espagnoles. Le 25 janvier 1865, l’escadre espagnole entame le blocus de Callao et donne un délai de 24 heures pour que les Péruviens acceptent ses conditions. Toujours en proie au doute sur les possibilités militaires de son pays alors que la flotte espagnole venait d’être renforcée par de puissantes unités, Pezet signe sans tarder le traité Vivanco-Pareja sur le navire espagnol Villa de Madrid le 27 janvier 1865.
Le traité reconnaît le commissaire Salazar y Mazarredo et accorde à l’Espagne une indemnisation de 3 millions de pesos au titre des dépenses occasionnées à l’escadre espagnole dans le Pacifique. Ce traité humiliant pour le Pérou est repoussé par le Congrès péruvien. Il sera opposé de plus par l’empereur français, Napoléon III, qui envoie ensuite en secret appui et armement au président Mariano Ignacio Prado.[réf. nécessaire]

### Guerre civile au Pérou
De nombreuses personnalités dans le pays s’opposent à cet accord, notamment le vice-président Francisco Diez Canseco. Le maréchal Ramón Castilla, alors président du Sénat et représentant le département de Moquegua, proteste vivement. Dans une âpre discussion avec Pezet, qui est venu à la chambre pour expliquer la situation, Castilla dénonce la faiblesse du gouvernement, frappe le président Pezet et lui casse la mâchoire. Furieux, ce dernier fait exiler Castilla en Europe en février 1865.

#### Soulèvement d’Arequipa
La mèche allumée par le maréchal Ramón Castilla se propage dans d’autres régions du pays. Le 28 février 1865, à Arequipa, le colonel Mariano Ignacio Prado se soulève.
Comme l’escadre espagnole menace également le Chili, Prado pense que la stabilité juridique de toutes les anciennes colonies de l’Espagne en Amérique du Sud est en danger. C’est pourquoi, alors qu’il se trouvait dans la province de Chincha en route pour Lima, il reçoit des délégués chiliens avec qui il coordonne les actions à mener pour défendre la souveraineté du Pérou et du Chili.

#### Renversement de Pezet
Prado arriva aux portes de Lima avec une armée de 10 000 soldats, l’armée de Pezet ne comptant que 8 000 soldats. Francisco Diez Canseco reste avec une garnison dans le palais du Gouvernement, et Pezet sort à la rencontre de Prado en marchant jusqu’à Lurín (es), mais il n’y a pas d’affrontement.
Trompant la vigilance des troupes de Pezet, les forces rebelles tentent d’entrer dans Lima par la porte de Guadalupe mais sont repoussées par une alerte de la caserne de Santa Catalina. Elles entrent alors par la porte de San Simón. Sans rencontrer beaucoup de résistance, elles parviennent jusqu’à la place principale de Lima. Elles y livrent une dure bataille contre la garnison du palais du Gouvernement. La bataille du 5 novembre 1865 dure jusqu’à 10 heures. Les troupes fidèles à Pezet se rendent seulement après avoir perdu les trois quarts de leurs effectifs. Les portes du Palais s’ouvrent et une foule décidée y pénètre, principalement pour le piller.

#### Démission du président du Pérou
Pezet veut reprendre le palais du Gouvernement, mais il ne peut se résoudre à attaquer Lima. De plus, il y a eu beaucoup de défections au sein de ses troupes. Avec ses derniers fidèles, il gagne d’abord Callao et s’établit dans l’hacienda Concha, entre Lima et Callao. C’est là qu’il capitule le 8 novembre 1865. Pezet et ses plus proches collaborateurs se réfugient sur le navire britannique Shear Water, ancré à Callao. Quelques jours plus tard, il embarque avec sa famille en direction de l’Angleterre.

#### Dictature de Prado
Prado est entré à Lima, et le vice-président Pedro Diez Canseco a pris le pouvoir mais brièvement puisque dès le 28 novembre 1865, sous la pression d’assemblées populaires et par décision de l’armée péruvienne, le colonel Mariano Ignacio Prado assume de facto la présidence de la République avec le titre de « chef suprême de la Nation ». C’est lui qui noue l’alliance défensive avec le Chili, qui a entretemps déclaré la guerre à l’Espagne.

## Déclaration de guerre du Chili à l’Espagne
Depuis 1864 et la prise des îles Chincha, les sentiments antiespagnols n’ont fait que croître dans d’autres pays de l’Amérique du Sud comme la Bolivie, le Chili et l’Équateur. À l’évidence, les Espagnols n’avaient ni l’intention, ni la force, ni les ressources pour conquérir leurs anciennes colonies, mais le Pérou et ses voisins nourrissent des inquétudes sur le risque de rétablissement de l’Empire espagnol sous une autre forme. Il n’est donc pas surprenant que lorsque le Vencedora fait relâche dans un port chilien pour s’approvisionner, le président chilien José Joaquín Pérez Mascayano déclare que le charbon est une fourniture de guerre et ne peut être vendu à une nation belligérante. Pour les Espagnols, cet embargo était la preuve du manque de neutralité chilienne. Deux vapeurs péruviens ont en effet quitté le port de Valparaíso avec des armes et des volontaires chiliens qui sont partis combattre au Pérou. En conséquence, l’amiral Pareja adopte une ligne dure et exige des sanctions contre le Chili, plus sévères encore que celles qui avaient été imposées au Pérou. Il fait route vers le Chili avec une partie de son escadre limitée à 4 navires, pendant que le Numancia et le Covadonga restent devant Callao.
Le 17 septembre 1865, Pareja arrive à Valparaíso sur son vaisseau-amiral, le Villa de Madrid (es), et exige que le drapeau espagnol soit salué par 21 coups de canon. Il a choisi à dessein le jour précédant l’anniversaire de l’indépendance du Chili (18 septembre) pour présenter cette exigence. Les Chiliens refusent, et la réponse définitive du président chilien est la déclaration de guerre à l’Espagne, approuvée par le Congrès chilien le 24 septembre 1865.
Leopoldo O'Donnell, récemment nommé premier ministre d'Espagne en remplacement de Narváez, ordonne à l’amiral Pareja de battre en retraite, qui fait fi de ces ordres venus de la métropole. N’ayant pas de troupes pour tenter un débarquement, il décide d’imposer un blocus aux principaux ports chiliens, mais pour maintenir un blocus total des côtes chiliennes, Pareja aurait eu besoin d’une flotte bien plus importante que celle dont il disposait. Le blocus du port de Valparaiso fait tout de même subir tellement de pertes économiques au Chili et aux intérêts étrangers que les navires de guerre neutres des États-Unis et du Royaume-Uni émettent officiellement une protestation.
Pendant ce temps, les deux seuls navires de guerre du Chili sont envoyés à Chiloé. Il s’agit de la corvette Esmeralda (es) et du vapeur Maipú (es), sous le commandement du capitaine de frégate Juan Williams Rebolledo (es).
Sur le plan diplomatique, le Chili cherche à former une alliance avec le Pérou pour former une escadre combinée pouvant tenir tête aux Espagnols en mer, mais le Pérou est toujours en pleine révolution, et même sa marine de guerre est divisée entre partisans et opposants au gouvernement en place. Par la suite, le ministre plénipotentiaire Domingo Santa María parvient à persuader le colonel Mariano Prado, le chef des révolutionnaires, d’envoyer à Chiloé les navires qui lui sont fidèles à condition que les navires chiliens viennent à la rencontre de leurs alliés péruviens.
Le capitaine Williams reçoit l’ordre de quitter Chiloé en direction des îles Chincha pour faire jonction avec l’escadre péruvienne, puis de revenir au sud avec cette dernière à partir du 21 octobre 1865, mais il ne rencontre personne au point de rendez-vous. Il décide de partir pour Chilca (es), au sud de Lima, avec l’Esmeralda et envoie le Maipú à Pisco à la rencontre de la flotte péruvienne. À Chilca, les Chiliens trouvent la frégate Amazonas et les corvettes Unión et América, mais les commandants péruviens ont maintenant décidé d’attendre l’issue de la révolution en cours dans leur pays avant d’envisager toute collaboration contre l’Espagne. Williams doit se résoudre au retour après cette expédition inutile.
L’éventualité d’un regroupement entre les forces navales péruviennes et chiliennes n’échappant pas aux Espagnols, la goélette Virgen de Covadonga quitta Callao le 10 octobre et est affectée au blocus de Coquimbo.

### Combat naval de Papudo

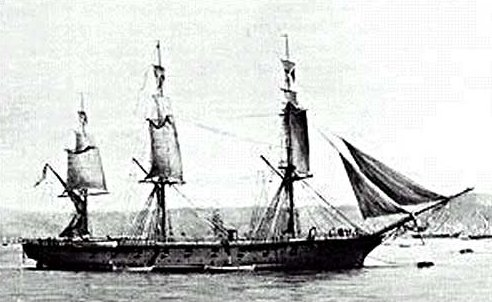
La corvette chilienne Esmeralda.

Le capitaine Williams fait escale à Lota pour s’approvisionner en charbon et est informé de ces derniers événements. Il décide d’attaquer le Virgen de Covadonga avec l’Esmeralda et appareille en direction du nord le 21 novembre 1865. Le 24 novembre, la corvette Esmeralda mouille à Tongoy (es), toujours à la recherche d’informations. Williams apprend alors que la frégate Reina Blanca (es) relève la goélette Virgen de Covadonga sur le blocus de Coquimbo et que cette dernière lève l’ancre pour aller bloquer San Antonio. L’Esmeralda part donc se poster à un passage entre Coquimbo et Valparaíso pour intercepter la Covadonga.
Le matin du 27 novembre, les Chiliens aperçoivent ce navire et décident de l’attaquer. Bénéficiant de l’effet de surprise, ils l’endommagent suffisamment pour le tenir à leur merci.
À l’issue de ce combat, la corvette chilienne capture la goélette Covadonga avec son équipage et la correspondance de guerre de l’amiral Pareja. Ce dernier, se jugeant atteint dans son honneur, met fin à ses jours à bord de son navire. Le commandement de la flotte espagnole du Pacifique est alors confié au commandant Casto Méndez Núñez (es), qui est promu contre-amiral.

## Élargissement du conflit

### Déclaration de guerre du Pérou et de l’Équateur à l’Espagne
Le général Diez Canseco, qui dirige le Pérou depuis le début de novembre 1865, tente, tout comme son prédécesseur, Pezet, d’éviter la guerre avec l’Espagne, mais cette position allait causer sa chute. À la fin du mois, le général Mariano Ignacio Prado, chef du mouvement nationaliste et belliciste, l’avait renversé. Le nouveau pouvoir affiche immédiatement sa solidarité avec le Chili et son intention de déclarer la guerre contre l’Espagne pour l’honneur national.
Le 5 décembre 1865, le Chili et le Pérou signent une alliance contre l’Espagne. Le Congrès péruvien ratifie cette alliance le 12 janvier 1866, et le Pérou déclare la guerre à l’Espagne le 14 janvier 1866. Une escadre péruvienne, commandée par le capitaine Lizardo Montero et composée des vapeurs Amazonas et Apurímac (es), est formée pour rejoindre la flotte chilienne.
L’Équateur rejoint l’alliance le 30 janvier 1866 et déclare la guerre à l’Espagne le même jour. La Bolivie, dirigée par le général Mariano Melgarejo, suit le mouvement le 22 mars 1866. Ainsi, tous les ports de la côte pacifique de l’Amérique du Sud sont interdits à la flotte espagnole. L’Argentine et le Brésil refusent de rejoindre l’alliance puisqu'ils sont déjà engagés dans la guerre de la Triple Alliance. Les Péruviens fortifient Callao avec l’artillerie expédiée d’Europe par Bolognesi. Les navires Unión et América, qui sont achetés en Europe, arrivent par le détroit de Magellan. Le capitaine de vaisseau Manuel Villar est nommé chef de l’escadre péruvienne renforcée, composée des navires Amazonas, Apurímac, América et Unión. Ces navires doivent rejoindre les vaisseaux chiliens Esmeralda et Covadonga à Chiloé et y attendre les navires cuirassés Huáscar et Independencia avant d’entreprendre des actions contre la flotte espagnole. Le 3 décembre 1865, les frégates Apurímac et Amazonas sont déjà parties pour le sud. Les corvettes Unión et América appareillent à leur tour 44 jours plus tard. Le capitaine de vaisseau chilien Juan Williams Rebolledo restae au commandement de la flotte alliée. L’Amazonas, le meilleur des navires péruviens, s’échoue en cours de route le 15 janvier 1866 à la pointe Quilque et est perdu.

### Combat naval d’Abtao

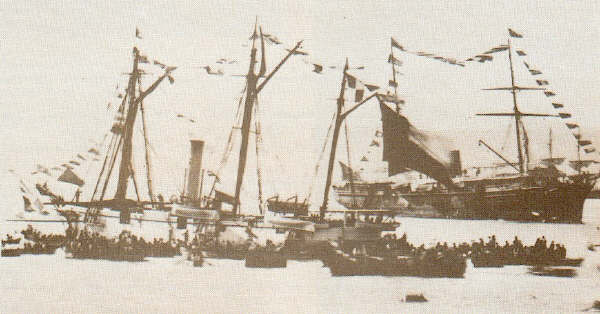
La goélette Covadonga, prise aux Espagnols par les Chiliens.

Les navires de la flotte alliée mouillent dans le golfe d’Ancud, précisément dans la baie d'Abtao (es), une île de l'archipel de Calbuco sur la rive nord du canal de Chacao. Juan Williams Rebolledo a aménagé une base navale à Abtao dans deux criques de l’île. Cette base est défendue par de l’artillerie, et il a prévu d’y installer un chantier de réparation pour les navires des alliés.
L’amiral espagnol Núñez veut récupérer la goélette Covadonga. Le 10 et le 14 janvier 1866, les frégates Villa de Madrid (es) et Blanca partent de Valparaíso à sa recherche.
Le 7 février 1866, les frégates espagnoles sont repérées au large d’Abtao et affrontent les quatre navires alliés. Le combat consiste en un duel d’artillerie à distance, sans résultats décisifs. Les Espagnols se retirent vers Valparaíso sans avoir pu récupérer la Covadonga.
Après cet affrontement, l’escadre espagnole fait une deuxième tentative pour détruire l’escadre alliée, cette fois avec la participation des frégates blindées Numancia et Blanca, mais le capitaine de vaisseau, Juan Williams Rebolledo, a envisagé cette hypothèse et jugé préférable d’évacuer la base d’Abtao vers le canal de Huito, en face de Calbuco, qui offre un refuge plus sûr et plus difficile d’accès.
Núñez trouve Abtao vide et poursuit sa route au sud. Il repère la fumée des navires alliés à Huito mais refuse de s’y aventurer devant les difficultés à manœuvrer en cas de combat dans cet espace restreint.

### Bombardement de Valparaíso
La situation de la flotte espagnole devient difficile. Quatre pays sont officiellement en guerre, la flotte alliée recevra le renfort de deux unités importantes (le Monitor Huascar et l’Independencia) et la logistique (charbon, vivres, etc.) ne suit pas. Enfin, le blocus maritime avec un nombre trop faible de vaisseaux ne donne pas les résultats escomptés. Le commandant de la flotte espagnole a reçu l’ordre du gouvernement espagnol de bombarder Valparaíso et Callao jusqu’à ce que la goélette Covadonga soit récupérée, puis de retourner en Espagne. Le 27 mars, Núñez fait savoir au gouverneur de Valparaíso qu’il bombardera la ville dans quatre jours. Après d’ultimes et vaines tractations par l’intermédiaire des Britanniques et des Américains, il ordonne le bombardement de Valparaíso au matin du 31 mars 1866 et cause de grands dommages au port. Il n’y a pas de victimes, la population s’étant mise à l’abri et les bombardements ayant visé principalement les bâtiments publics.

### Combat naval du 2 mai 1866

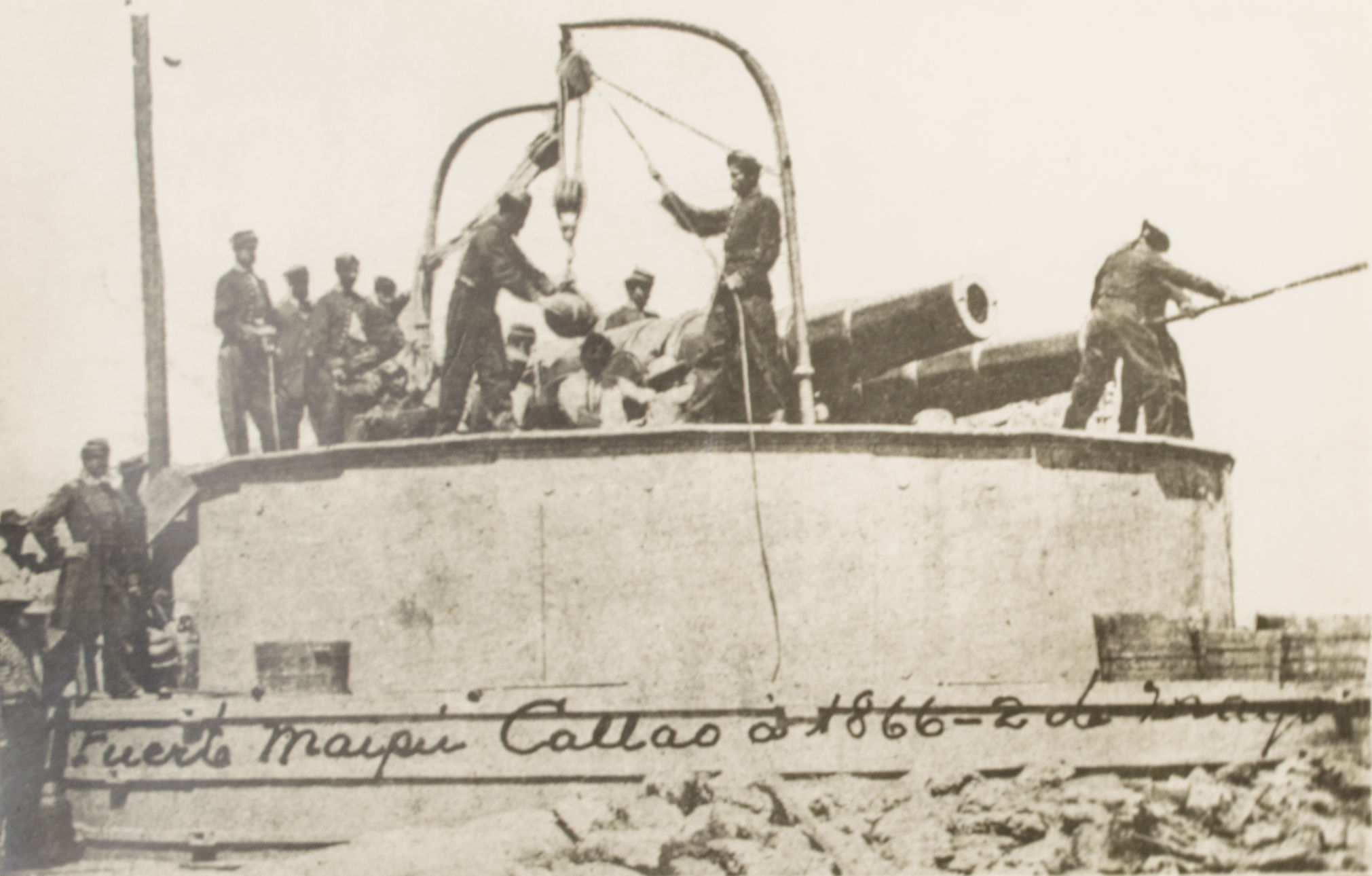
Batterie péruvienne dans le port de Callao, le 2 mai 1866.

Méndez Núñez fait ensuite route vers Callao, le port le mieux défendu de l’Amérique du Sud. Le gouvernement péruvien attend toujours le renfort des navires commandés en Europe. En attendant, la marine et l’armée sont chargées de l’organisation des défenses du port. Une cinquantaine de canons sont regroupés dans diverses batteries, et tous les hommes sont mobilisés. Les étrangers se portent volontaires dans les brigades de pompiers et les postes de secours. Núñez rejoint l’île San Lorenzo à bord du Numancia le 26 avril 1866 et annonce le jour suivant au corps diplomatique à Lima qu’il bombardera Callao dans quatre jours. En réalité, l’affrontement n’a lieu que le 2 mai 1866. Pendant plusieurs heures, les Espagnols bombardent les positions péruviennes, qui répliquent avec quelques succès.

### Retraite de l’escadre espagnole
En fin de journée, les Espagnols se retirent sur l’île San Lorenzo, qu’ils quittent le 10 mai 1866, les uns en direction du cap Horn, les autres vers la Polynésie et l’océan Indien. L’Espagne estime avoir atteint son objectif, qui était de punir le Pérou et non de l’envahir. Le Pérou revendique cette victoire puisque les Espagnols ont battu en retraite.

### Fin de la guerre
Un accord d’armistice est signé le 11 avril 1871, à Washington, DC, pour une durée indéfinie entre l’Espagne, la Bolivie, le Chili, l’Équateur et le Pérou.
L’Espagne reconnaît l’indépendance du Pérou en 1880, établit des relations diplomatiques et signe un traité de paix et d’amitié définitif la même année. La paix définitive entre l’Espagne et le Chili est signée en 1883 à Lima après la fin de l’occupation chilienne.

## Conséquences
La guerre contre l’Espagne marque pour ses anciennes colonies d’Amérique du Sud la consolidation de leur indépendance, pour le Pérou la récupération des îles Chincha et pour le Chili des pertes économiques importantes. Quelques années après l'accord d'armistice, les marines chilienne et péruvienne, qui ont combattu ensemble et renforcé leurs flottes face à face aux Espagnols, s’affrontent au cours d’une autre guerre du Pacifique.

## Forces navales comparées

### Espagne
Frégates blindées
- Numancia – construction en 1863, tonnage 7 500 tonnes, vitesse 12 nœuds, armement 34 canons de 200 mm, équipage 620 hommes. À l’époque un des plus puissants navires de guerre du monde. Premier navire cuirassé à effectuer un tour du monde

Frégates à vapeur
- Villa de Madrid (es) — construction en 1862, tonnage 4 478 tonnes, vitesse 15 nœuds, armement 30 canons de 200 mm, 14 canons de 160 mm, 2 canons de 120 mm plus 2 obusiers de 150 mm et 2 canons de 80 mm pour les opérations de débarquement.
- Resolución (es) – construction en 1861, tonnage 3 100 tonnes ; vitesse 11 nœuds, armement 20 canons de 200 mm, 14 canons de 160 mm, un canon de 220 mm sur tourelle, 2 obusiers de 150 mm, 2 canons de 120 mm et 2 canons de 80 mm pour les opérations de débarquement.
- Triunfo (es) – construction en 1861, tonnage 3 100 tonnes, vitesse 11 nœuds, armement 20 canons de 200 mm, 14 canons de 160 mm, un canon sur tourelle de 220 mm et 2 obusiers de 150 mm, 2 canons de 120 mm et deux canons de 80 mm pour les opérations de débarquement. Ce navire fut perdu dans un incendie accidentel au tout début de la guerre.
- Almansa (es) – construction en 1864, tonnage 3 980 tonnes, vitesse 12 nœuds, armement 30 canons de 200 mm, 14 canons de 160 mm et 2 canons de 120 mm plus 2 obusiers de 150 mm et 2 canons de 80 mm guns pour les opérations de débarquement. Ce navire arriva dans le Pacifique en avril 1866, peu de temps avant la bataille de Callao.
- Reina Blanca (es) – tonnage 3 800 tonnes, armement 68 canons.
- Berenguela (es) – tonnage 3 800 tonnes, armement 36 canons.

Goélette
- Covadonga (es) – construction en 1864, tonnage 445 tonnes, vitesse 8 nœuds, armement 2 canons sur tourelle de 200 mm guns sur les côtés et 1 canon sur tourelle de 160 mm en proue. Navire capturé par les Chiliens en 1865.

Corvette
- Vencedora (es) – construction en 1861, tonnage 778 tonnes, vitesse 8 nœuds, armement 2 canons sur tourelle de 200 mm et 2 canons de 160 mm.

Transports
- Marques de la Victoria - 3 canons
- Paquete del Maule – pris aux Chiliens
- Consuelo
- Mataure

### Pérou
Frégates
- Amazonas (es) – construction en 1852, tonnage 1 743 tonnes, vitesse 9,43 nœuds, armement 6 canons de 68 livres, 10 canons de 32 livres, 1 canon de 84 livres, 1 canon de 12 livres, 16 canons de 32 livres
- Apurímac (es) – construction en 1854, tonnage 1 666 tonnes, vitesse 7 nœuds, armement 12 canons de 32 livres, 8 canons de 68 livres
- América – construction en 1863 aux chantiers Dubigeon de Nantes (France) en 18, tonnage 2 016,66 tonnes, vitesse 13,7 nœuds, armement 12 canons rayés de 68 livres (162 mm), 1 canon de 9 livres. Initialement construit pour la flotte confédérée.
- Unión – construction en 1863 aux chantiers Dubigeon de Nantes (France) en 18, tonnage  2 016,66 tonnes , vitesse 13,7 nœuds, armement 12 canons rayés de 68 livres (162 mm), 1 canon de 9 livres.

Goélettes
- Loa (es)
- Tumbes (es)

### Chili
Corvette
- Esmeralda (es) – construction en 1854 en Angleterre, tonnage 854 tonnes, vitesse 8 nœuds, armement 20 canons de 32 livres

Goélettes
- Covadonga (es) – navire pris aux Espagnols (voir plus haut)
- Maipú (es) – Construction en 1855, tonnage 450 tonnes, vitesse 8 nœuds, armement 1 canon de 68 livres et 4 canons de 32 livres